# Bergkapelle Fohnsdorf
Die Bergkapelle Fohnsdorf ist eine 1862 gegründete Musikkapelle aus der obersteirischen Gemeinde Fohnsdorf.

## Beschreibung

### Vorstand
Der Vorstand der Bergkapelle besteht aus:
- dem Obmann
- dem Finanzreferenten
- dem Schriftführer
- dem Kapellmeister
- dem Stabführer
- deren Stellvertretern
- dem Notenarchivar
- dem Instrumentenwart
- dem Uniformwart
- dem Jugendreferenten
- dem IT-Beauftragten
- und dem Beirat.

Der Vorstand wird aktuell von den Vereinsmitgliedern bei der Generalversammlung für eine Amtszeit von vier Jahren gewählt, wobei der Kapellmeister, der Stabführer und der IT-Beauftragte vom Vorstand selbst bestellt werden.
Den Vorsitz des Vorstandes führt der Obmann oder sein Stellvertreter, der den Vorstand zu Sitzungen einberuft. Sollten beide verhindert sein, fällt diese Aufgabe dem ältesten Vorstandsmitglied zu. Der Vorstand hat die Aufgabe, Generalversammlungen vorzubereiten und einzuberufen, unterstützende Mitglieder und aktive Musiker aufzunehmen oder auszuschließen, den Kapellmeister, den Stabführer und seit 2012 den IT-Beauftragten zu bestellen sowie das Vereinsvermögen zu verwalten.
Der Verein wird durch den Obmann nach außen vertreten. Dieser führt sämtlichen Schriftverkehr und hat den Vorsitz bei Generalversammlung und Vorstand inne. Er tätigt Ansuchen um Subventionen an Land und Gemeinde, organisiert Veranstaltungen und nimmt an den Bezirksausschusssitzungen, Bezirksjahreshauptversammlungen und Landesverbandsgeneralversammlungen teil. Im Notfall darf der Obmann Entscheidungen selbständig tätigen, die ansonsten in den Bereich der Generalversammlung oder des Vorstandes fallen würden.
Der Finanzreferent führt den Haushaltsplan des Vereins, indem er die Einnahmen- und Ausgabenrechnung und den Jahresabschlusses durchführt. Der Jahresabschluss ist der Generalversammlung vorzulegen.
Der Kapellmeister ist für die musikalische Tätigkeit verantwortlich. Er organisiert und leitet Gesamt- und Teilproben, trifft die Auswahl der Stücke und plant zusammen mit dem
Obmann und dem Finanzreferenten die Konzerte und Konzertwertungen. Bei Marschausrückungen arbeiten Stabführer und Kapellmeister zusammen, wobei der Stabführer für die Planung und Durchführung dieser Ausrückungen verantwortlich ist, ihm obliegt die Probenarbeit für Marschwertungen. 
Der Schriftführer unterstützt den Obmann und den Finanzreferent in der Planung von Konzerten und hat die Aufgabe der Protokollführung bei Generalversammlungen und Vorstandssitzungen inne.
Der Jugendreferent betreut junge Musiker, unterstützt die Jugend beim Absolvieren des Jungmusiker-Leistungsabzeichen (JMLA) und organisiert Besuche von Veranstaltungen und Ausflügen.
Neben diesen Vorstandspositionen befinden sich im Vorstand der Bergkapelle zusätzlich ein Notenarchivar, ein Instrumenten- und ein Uniformwart sowie ein IT-Beauftragter, der die Homepage der Kapelle wartet und betreut.

### Kleidung
Die Bergkapelle Fohnsdorf trägt, um Verbundenheit mit dem Bergbau zu zeigen, in Bergmannstracht. Schnitt und Gestaltung der Uniform weisen auch auf die Legende der Barbara von Nikomedien hin, die die Schutzpatronin der Bergleute ist. Die Uniform besteht heute aus dem schwarzen Bergkittel, dazu werden ein weißes Hemd mit schwarzer Krawatte und Aufsteckschlaufen an den Schultern, eine schwarze Hose und schwarze Schuhe getragen. Als Kopfbedeckung dient eine schwarze Schachtmütze.

## Geschichte
Die Fohnsdorfer Mundartdichterin Rosa Mayer verfasste ein Gedicht unter dem Titel Die Fouhnschdorfa Bergkapölln über die Bergkapelle Fohnsdorf.

### 19. Jahrhundert
Die Bergkapelle Fohnsdorf wurde 1862 von neun Knappen als „k. k. Berg-Musik Fohnsdorf“ gegründet. Als Beleg hierfür wurde in der Festschrift zum 100-jährigen Bestandsjubiläum eine Tonaufnahme aus dem Jahre 1892 genannt, die anlässlich des 30-jährigen Bestandes der Bergkapelle Fohnsdorf aufgenommen wurde. Die erste Besetzung bestand aus einer Trompete, einem Flügelhorn, einem Kornett, zwei Posaunen, zwei Tuben und einer Basstrompete – somit war die Bergkapelle Fohnsdorf 1862 ein reines Blechbläserensemble. Der erste öffentliche Auftritt der Bergkapelle Fohnsdorf war die Eröffnung einer Pferdebahn von Fohnsdorf nach Zeltweg (das damals noch zu Fohnsdorf gehörte) zwei Jahre nach der Gründung der Kapelle.
1881 übernahm die Österreichisch-Alpine Montangesellschaft den Bergbau Fohnsdorf, wodurch die Bergkapelle Fohnsdorf eine Werkskapelle wurde und ihren Namen in „Bergwerks-Capelle Fohnsdorf“ änderte. Durch großzügige Förderung der Österreichisch-Alpinen Montangesellschaft konnten weitere Instrumente beschafft werden – Holzblasinstrumente wie Flöten, Klarinetten und Fagotte hinzu. Später wurden auch Streichinstrumente in die Besetzung aufgenommen, um das Repertoire über traditionelle Märsche, Polkas, Bergmannslieder und volkstümlichen Weisen hinaus erweitern zu können. Die Bergkapelle Fohnsdorf hatte zu diesem Zeitpunkt etwa 29 Mitglieder.
Da die Österreichisch-Alpine Montangesellschaft hatte genaue Vorgaben an die Musiker: Sie mussten zu Proben „im leistungsfähigen Zustand und rechtzeitig“ zu erscheinen war, begründetes Fernbleiben musste schriftlich oder mündlich bekannt gegeben werden.

### 20. Jahrhundert
In den nächsten Jahrzehnten war die Bergwerks-Capelle Fohnsdorf von großer volksbildnerischer und kultureller Bedeutung für Fohnsdorf, da sie die einzigen Musikanten aus Fohnsdorf waren. Neben Platzkonzerten, Frühschoppen und Mitwirkung bei Nationalfeiertagen gab sie – anfangs noch selten – auch klassische Konzerte. Ein erster großer Erfolg war die Teilnahme bei einem Musikwettbewerb, der von der ersten Grazer Herbstmesse 1906 veranstaltet wurde – die Bergwerks-Capelle Fohnsdorf als Laienkapelle erreichte den zweiten Platz.
Im Ersten Weltkrieg (1914–1918) rückten viele Mitglieder der Bergwerks-Capelle Fohnsdorf als Soldaten ein und einige fielen im Krieg. Nach etwa vier Jahren konnte sich die Bergwerks-Capelle Fohnsdorf von diesem Schlag erholen und feierte einigermaßen gefestigt 1922 ihr 60-jähriges Bestehen. 1923 nahm sie am Sängerbundfest in Graz und 1937 in Wrocław teil, spielte 1933 ein klassisches Platzkonzert in Leoben, etliche Symphoniekonzerte in Fohnsdorf und errang 1936 den ersten Platz im Wertungsspiel der Grazer Herbstmesse.
Durch den Zweiten Weltkrieg (1939–1945) mussten abermals Verluste hingenommen werden, 1947 war die Kapelle wieder gefestigt und unternahm eine Konzertreise nach Krems an der Donau. Bei der Glockenweihe 1950 wurde Egmont von Ludwig van Beethoven sowie Das Lied von der Glocke in der Version von Andreas Romberg dargeboten.
Beim 90-jährigen Jubiläum spielte die Kapelle die Ouvertüre aus Der Freischütz von Carl Maria von Weber, das Violinkonzert in G-Dur von Wolfgang Amadeus Mozart und die 5. Sinfonie von Ludwig van Beethoven.
In den darauffolgenden Jahren bespielte die Kapelle Frühschoppenkonzerte, Walzerabende, Platzkonzerte, Begräbnisse von Knappen, Barbarafeiern und Staatsfeiertage und unternahm Konzertreisen nach Deutschland, Italien, Jugoslawien, in das Königreich der Niederlande und die Volksrepublik Ungarn. Ein Höhepunkt war das Fest zum 100-jährigen Bestandsjubiläum, das 1962 stattfand und von Fohnsdorfs älterer Generation als „größtes Fest, das Fohnsdorf je erlebt hat“ betrachtet wird.

### Nach der Schließung des Bergbaus
Durch die Schließung des Bergwerks Fohnsdorf 1978 verlor die Kapelle ihren Hauptsponsor und musste um den Fortbestand fürchten. Durch einen groß angelegten Spendenaufruf, bei dem die Bewohner Fohnsdorfs um finanzielle Unterstützung gebeten wurden, konnte die Kapelle weiterbestehen. Die Bergkapelle wurde von einer Werkskapelle in einen
Musikverein umstrukturiert, was einen erheblichen Arbeitsaufwand darstellte, allein die Vorbereitungen dauerten zwei Jahre. Am 2. Jänner 1980 fand die Gründungsversammlung des Musikvereins „Bergkapelle Fohnsdorf“ mit dem neu gewählten Vorstand statt. Die Bergkapelle Fohnsdorfs wird seitdem nicht nur von einem einzigen Finanzier versorgt, sondern von vielen Bewohnern Fohnsdorfs, einigen Banken, der Gemeinde Fohnsdorf und dem Land Steiermark.
1996 übergab der Obmann August Liebfahrt dieses Amt an Michael Duschek, Kapellmeister wurde anstelle von Peter Fritz Bernhard Liebfahrt.
2000 konnte die Bergkapelle Fohnsdorf in ein neues Clubhaus umziehen: die neue Volksschule Fohnsdorf wurde gebaut und die Bergkapelle erhielt dort ein gut ausgestattetes Probelokal.

### 21. Jahrhundert
2001 gab Kapellmeister Ing. Bernhard Liebfahrt übergab die musikalische Leitung nach vier Jahren an Walter Markus, der Pädagogen für Blechblasinstrumente in der Musikschule Fohnsdorf wurde.
Nach dessen zwölfjähriger Tätigkeit und dem 150-jährigen Bestandsjubiläum übergab Walter Markus im August 2012 die Leitung an Ralph Duschek, der seitdem das Amt des Kapellmeisters innehat.
Die Bergkapelle Fohnsdorf wirkte seit ihrem Bestehen bei elf Marschwertungen und elf Konzertwertungen mit, erlangte 16 Auszeichnungen, vier Sehr gute Erfolge und zwei Erste Ränge. Weiters erhielt sie in den Jahren 1998, 2004 und 201026 den Steirischen Panther und 1998 sowie 2010 den Robert-Stolz-Preis.
2013 umfasste der Verein 62 Mitglieder, davon sind 27 Frauen sowie 40 unter 30 Jahre alt.

## Auftritte
Die Bergkapelle Fohnsdorf führt wiederkehrende Auftritte durch: Jährlich tritt die Bergkapelle Fohnsdorf im Februar am Ball der Katholischen Jugend Fohnsdorf, die zur Katholischen Jugend Österreichs gehört, auf. Im März/April findet eine Osterprozession durch Fohnsdorf statt, die von der Bergkapelle angeführt wird. Beim Georgifest wird ein Frühschoppen gespielt. Im April/Mai findet das Frühjahrskonzert der Bergkapelle statt, welches zum musikalischen Höhepunkt des Jahres geworden ist und seit 2005 unter einem bestimmten Motto steht. Am Ersten Mai spielt sie einen Weckruf durch Fohnsdorf. Im Mai/Juni unterstützt die Bergkapelle musikalisch den kirchlichen Einzug bei der Erstkommunion und führt die Fronleichnamsprozession an. Im Juni/Juli findet das Bezirksmusikertreffen, bei dem sich die Kapellen des Bezirks zum gemeinsamen Musizieren versammeln. Im September wird mit dem traditionellen Pfarrfest Fohnsdorf eine neue Saison begonnen. Am 1. November findet die Heldenehrung statt. Am 4. Dezember findet die Barbarafeier mit anschließendem Ledersprung, mit dem neue Mitglieder in den Knappschaftsverein Fohnsdorf aufgenommen werden, statt.
Die Bergkapelle Fohnsdorf tritt auch bei Begräbnissen, Geburtstagen, Hochzeiten, und Frühschoppen auf, teilweise in kleinerer Besetzung wie Quartetten. Den Großteil der musikalischen Einsätze nehmen Begräbnisse ein.